# Ergo Proxy
Ergo Proxy (jap. エルゴプラクシー Erugo Purakushī) – seria anime w klimatach science fiction, produkowana przez Manglobe, które miało swoją premierę w Japonii 25 lutego 2006 roku w stacji Wowow. Anime wyreżyserował Shukō Murase, a scenariusz napisał Dai Sato. Ergo Proxy zawiera w sobie elementy animacji 2D, animacji modeli 3D i specjalnych efektów wizualnych. Produkcja była emitowana w Japonii w technologii High Definition.

## Wersja polska
W Polsce serial był emitowany przez stację Canal +. 
- Tłumaczenie: Małgorzata Gajderowicz, Paweł Musiałowski
- Dystrybucja: Vision
- Czytał: Paweł Straszewski

Źródło:

## Fabuła
Romdeau to idealny, hermetyczny świat, w którym każdy twój ruch, sposób myślenia, a nawet przyrost naturalny poddawany jest ścisłej kontroli, natomiast głównym celem każdego człowieka jest stać się przykładnym obywatelem. Inspektor Re-l Mayer, wnuczka gubernatora miasta ma już dość tego nudnego raju i łaknie odmiany. Niespodziewanie z laboratorium badawczego ucieka przedziwna istota, a jej pojawienie się współgra z narastającą falą zarażonych wirusem cogito autoreivów (androidów). Wirus sprawia, że maszyny dostępują świadomości własnego „ja”, czyli kolokwialnie mówiąc otrzymują „duszę”. Re-l wraz ze swym asystentem Iggym zaczyna badać sprawę, a wszystkie ślady prowadzą do imigranta imieniem Vincent. Chcąc jednak poznać całą prawdę, ukrywaną dotąd przez władze, kobieta będzie musiała zmierzyć się z wizją postapokaliptycznego świata zewnętrznego, a nie zawsze odnalezienie wszystkich odpowiedzi daje człowiekowi szczęście, o którym marzył.

## Kim są Proxy?
Proxy to trzysta potężnych istot stworzonych z teoretycznie nieśmiertelnych komórek amrita w Projekcie Proxy (PP) posiadające świadomość, uczucia, duszę oraz możliwość tworzenia własnego alter ego. Do samego końca nie wiadomo jednak, jaki cel przyświecał ich stwórcom, faktem natomiast jest, iż tylko one były w stanie przeżyć na doszczętnie zniszczonej i skażonej planecie i doprowadzić do jej odrodzenia. Rozsiane po różnych zakątkach Ziemi Proxy wybudowały miasta-metropolie osłonięte hermetyczną kopułą, pod którą wzorowani na „bogach” nowi ludzie mogli żyć w spokoju. Ponieważ jednak ani pierwotni „bogowie”, ani Proxy nie były bytami doskonałymi, nowe pokolenie także odznaczało się pewną niedoskonałością jak choćby niemożliwością prokreacji.

## Postacie
Re-l Mayer
Jedna z centralnych postaci historii; wnuczka gubernatora miasta, młoda egocentryczna i zimna 19-latka, która za wszelką cenę pragnie się wyrwać ze sztucznie wykreowanego raju, przyprawiającego ją o mdłości. Jej życzenie wkrótce ma się jednak spełnić, gdyż tylko z pozoru przypadkowe spotkanie z istotą zwaną Proxy wplątuje dziewczynę w przygodę pełną niebezpieczeństw i tajemnic. Podczas swej podróży ku poszukiwaniu prawdy będzie jej dane odkryć rzeczy, których, gdyby mogła zadecydować jeszcze raz, pewnie nie chciałaby odkrywać.
Vincent Law
Druga z głównych postaci, igła kompasu historii Ergo Proxy. Z pozoru ciamajdowaty chłopak, imigrant przybyły do miasta z podbitej przez Romdo Moskwy. Gdy go poznajemy pracuje w Centrum Kontroli AutoReivów i ze wszystkich sił stara się zostać wartościowym obywatelem. Jednak zasady panujące w metropolii są takie, że system, któremu przez lata byłeś wierny, może bez żadnego wyrzutu zniszczyć cię bazując na zwykłym przypadku. Vincent Law staje się poszukiwanym przestępcą oskarżonym o „zabicie” asystenta, oficjalnie rzecz jasna. Prawdziwym powodem ścigania mężczyzny przez władze jest niejednoznaczne z początku powiązanie z istotą zwaną Monad-Proxy. Z pomocą, choć nie altruistyczną, przychodzi mu inspektor Re-l Mayer, w której Vincent skrycie się podkochuje. Odtąd razem starają się rozwiązać zagadkę Proxy.
Ergo Proxy
Stwórca Romdo, ukochany Monad Proxy. Po ataku na Moskwę traci pamięć i jako imigrant pod stworzonym przez siebie alter ego - Vincent Law - powraca do swego pierwotnego dzieła.
Monad Proxy
Ukochana Ergo Proxy i założycielka Moskwy. W przypływie rozpaczy to właśnie do niej Ergo ucieka porzucając stworzone przez siebie miasto. Monad zostaje jednak porwana ze swojej siedziby, przez najeźdźców z Romdo i osadzona na tronie jako nowy bóg, którym niestety być nie chce tak, więc zapada w swego rodzaju stagnację. Sfrustrowani mieszkańcy rozpoczynają serię eksperymentów, których wynikiem były naboje FP, (jedyna broń zdolna zabić Proxy) oraz Re-l.
Dedal Yumeno
Lekarz i naukowiec, bezsprzecznie powiązany z tajemniczymi istotami zwanymi Proxy. Mężczyzna o aparycji nastolatka w rzeczywistości jest przynajmniej w wieku Re-l, jeśli nie dużo od niej starszy. W przeciwieństwie do mieszkańców miasta wie, na czym opiera się system panujący w Romdo, najprawdopodobniej kieruje także działaniem sztucznej macicy, bez której ludzkość by wyginęła. Jest ślepo zakochany w Re-l, która jak dotąd wydaje się nie zauważać jego uczucia. Targany złością i poczuciem zdrady, (gdy dziewczyna opuściła go by wyruszyć na poszukiwanie Vincenta), tworzy swoją nową Real z komórek Monad. Istotę doskonałą, własnego „boga”, w oczach, którego pragnął widzieć tylko siebie.
Pino
Autoreiv maskotka, „córka” Raula Creeda. Po spotkaniu z Proxy zyskuje duszę i odtąd podobnie jak Pinokio z powieści Carla Collodiego stara się odnaleźć swoją „ludzką drogę” u boku Vincenta i Re-l. Przez całą swą podróż uczy się określać „ofiarowane” przez wirusa cogito ludzkie uczucia takie jak smutek, radość, czy przyjaźń. Jest to jednocześnie najsympatyczniejsza postać w całym anime, której zawdzięczamy nieliczne motywy humorystyczne.
Iggy
Autoreiv asystent Re-l. Już na samym początku, poznając osobowość tego androida zastanawiamy się jak ktoś tak miły, obowiązkowy i przyjacielski może wytrzymać z kimś tak oschłym jak Re-l Mayer? Choć z drugiej strony to ona dobrała jego system AI do swoich potrzeb, a nie odwrotnie, tak więc zagadka nam się pomnaża. Owego autoreiva, podobnie jak niemal wszystkie postacie, także czeka ogromna przemiana. Najbardziej krzywdzące jest jednak to, że jego ukochana pani tego nie zauważa.
Donov Mayer
Dziadek Re-l i gubernator Romdo. Poznajemy go jako starca otoczonego tajemnicza radą złożoną z czterech renesansowych rzeźb: Derridy, Lucana, Husserla i Berkeleya. To właśnie jemu w młodości Ergo Proxy powierzył pieczę nad miastem, gdy wyżej wymieniony je opuszczał.
Raul Creed
Szef Agencji Bezpieczeństwa i „ojciec” Pino, wzór wartościowego obywatela. Nie tylko przykładnie zajmuje się swymi obowiązkami, lecz także żywo interesuje się śledztwem związanym z Ergo Proxy. Wraz z Dedalem Yumeno pragnął wprowadzić w życie plan ADW („Aus dem Wickel”), który pozwoliłby ludziom uniezależnić się od swoich bogów.
Kristeva
Osobista asystentka Raula Creeda. Do czasu, gdy (prawdopodobnie) zyskała duszę, była niesamowitą służbistką, później mając już ludzkie odczucia, jako wierny asystent stanęła po stronie swego pana, a w ostateczności na jego prośbę chroniła Pino.

## Lista odcinków
| #                                                                                                | Tytuł | Premiera         |
| ------------------------------------------------------------------------------------------------ | --- | ---------------- |
| 01                                                                                               | Przebudzenie/Pulse of Awakening/awakening Hajimari no Kodō (はじまりの鼓動/awakening)                                                                | 25 lutego 2006   |
| Proces "obudzenia" Ergo Proxy wywołuje panikę w Romdo.                                           | |                  |
| 02                                                                                               | Spowiedź/Confession of a Fellow Citizen/confession Yoki Shimin no Kokuhaku (良き市民の告白/confession)                                               | 4 marca 2006     |
| Scenariusz: Yusuke Asayama & Dai Sato                                                            | |                  |
| 03                                                                                               | Miejski Labirynt/Leap into the Void/mazecity Mu e no Chōyaku (無への跳躍/mazecity)                                                                   | 11 marca 2006    |
| Scenariusz: Yusuke Asayama & Dai Sato                                                            | |                  |
| 04                                                                                               | Niepewna przyszłość/Signs of Future, Hades of Future/futu-risk Mirai Yomi, Mirai Yomi (未来詠み、未来黄泉/futu-risk)                                 | 18 marca 2006    |
| Scenariusz: Dai Sato                                                                             | |                  |
| 05                                                                                               | Zmierzch/Recall/twilight Shōkan (召還/tasogare) | 1 kwietnia 2006  |
| Scenariusz: Seiko Takagi                                                                         | |                  |
| 06                                                                                               | Powrót/Return Home/domecoming Kikan (帰還/domecoming)                                                                                                | 8 kwietnia 2006  |
| Scenariusz: Yuko Kawabe                                                                          | |                  |
| 07                                                                                               | re-l124c41+/re-l124C41+/re-l124c41+ Riru 124C41+ (リル124C41+/re-l1244c41+)                                                                          | 15 kwietnia 2006 |
| Scenariusz: Dai Sato                                                                             | |                  |
| 08                                                                                               | Światło księżyca/Light Beam/shining sign Kōsen (光線/shining sign)                                                                                   | 22 kwietnia 2006 |
| Scenariusz: Yusuke Asayama & Dai Sato                                                            | |                  |
| 09                                                                                               | Wysłannik absolutu/Shards of Brilliance/angel's share Kagayaki no Hahen (輝きの破片/angel's share)                                                   | 29 kwietnia 2006 |
| Scenariusz: Yuko Kawabe                                                                          | |                  |
| 10                                                                                               | Cytropism/Existence/cytotropism Sonzai (存在/cytotropism)                                                                                            | 13 maja 2006     |
| Scenariusz: Seiko Takagi                                                                         | |                  |
| 11                                                                                               | We mgle/In the White Darkness/anamnesis Shiroi Yami no Naka (白い闇の中/anamnesis)                                                                   | 20 maja 2006     |
| Scenariusz: Dai Sato                                                                             | |                  |
| 12                                                                                               | Kryjówka/When You're Smiling/hideout Kimi Hohoemeba (君微笑めば/hideout)                                                                             | 27 maja 2006     |
| Scenariusz: Yuko Kawabe                                                                          | |                  |
| 13                                                                                               | Zagubiony/Conceptual Blindspot/wrong way home Kōsō no Shikaku (構想の死角/wrong way home)                                                            | 3 czerwca 2006   |
| Scenariusz: Yuko Kawabe                                                                          | |                  |
| 14                                                                                               | Ofelia/Someone Like You/ophelia Anata ni Nita Dare ka (貴方に似た誰か/ophelia)                                                                       | 10 czerwca 2006  |
| Vincent, Re-L oraz Pino zatrzymują się w opuszczonym supermarkecie, by uzupełnić zapasy.         | |                  |
| 15                                                                                               | Zabójczy teleturniej/Nightmare Quiz Show/who wants to be in jeopardy! Nama Akumu no Kuizu Show! (生 悪夢のクイズSHOW！/Who wants to be in jeopardy!) | 17 czerwca 2006  |
| Vincent Law bierzu udział w śmiertelnym teleturnieju.                                            | |                  |
| 16                                                                                               | Pracowicie bezczynni/Dead Calm/busy doing nothing Deddo Kāmu (デッドカーム/busy doing nothing)                                                       | 24 czerwca 2006  |
| Podczas podróży do Moskwy, Re-L dostrzega wiele ciekawych szczegółów swojej szarej codzienności. | |                  |
| 17                                                                                               | Ziemia niczyja/Struggle without End/terra incognita Owaranai Tatakai (終わらない戦い/terra incognita)                                                | 1 lipca 2006     |
| Scenariusz: Yuko Kawabe                                                                          | |                  |
| 18                                                                                               | Życie po Bogu/Inspecting the Final Destination/life after god Shūchaku no Shirabe (終着の調べ/life after god)                                        | 8 lipca 2006     |
| Scenariusz: Naruki Nagakawa                                                                      | |                  |
| 19                                                                                               | Wieczny uśmiech/eternal smile Shōjo Sumairu (少女スマイル/eternal smile)                                                                             | 15 lipca 2006    |
| Scenariusz: Yusuke Asayama & Dai Sato                                                            | |                  |
| 20                                                                                               | Żegnaj Vincencie/Goodbye Vincent Kokū no Hijiri Me (虚空の聖眼/Goodbye Vincent)                                                                      | 22 lipca 2006    |
| Scenariusz: Yuko Kawabe                                                                          | |                  |
| 21                                                                                               | Czas na końcu czasu/shampoo planet Toki Hate Tsuru Sho (時果つる処/shampoo planet)                                                                   | 29 lipca 2006    |
| Scenariusz: Naruki Nagakawa                                                                      | |                  |
| 22                                                                                               | Udręka/bilbul Shikkoku (桎梏/bilbul) | 5 sierpnia 2006  |
| Scenariusz: Yuko Kawabe                                                                          | |                  |
| 23                                                                                               | Deus Ex Machina/deus ex machina Dairinin (代理人/deus ex machina)                                                                                    | 12 sierpnia 2006 |
| Scenariusz: Dai Sato                                                                             | |                  |